# سبلة شحمية
السَّبَلَة الشَّحْمِيَّة (باللاتينية: Panniculus adiposus) هي الطبقة الشحميَّة من النسيج تحت الجلد، وتكون سطحيةً للطبقة الأثاريَّة الأعمق من العضلات، وهي السَّبلة العضليَّة [الإنجليزية].
تتضمن هياكلًا تعتبرها بعض المصادر لفافةً وليس جميعها. تتضمن بعض الأمثلة لِفافَةُ كامبر [الإنجليزية] واللفافة الرقبية السطحيَّة [الإنجليزية].
يُطلق على مجموعة اضطرابات التهاب هذه الطبقة مصطلح التهاب السبلة الشحمية (الاسم العلمي: panniculitis).